# 해도
해도(海圖, 영어: nautical chart or hydrographic chart)는 선박이 항해하는 데 필요한 정보, 즉 바다의 깊이나 항로(해로 또는 뱃길), 암초의 위치 등을 표시한 항해용 지도로 주제도에 속한다. 해도에서 가장 중요한 것은 물의 깊이와 방향각이다.

## 같이 보기
- 포르톨라노